# Röstäm Yaxin
Röstäm Yaxin   (Kazan, 16 d'agost de 1921 - Kazan, 23 de novembre de 1993), (nom complet en tàtar Yaxin Röstäm Möxämmätxaci ulı / Яхин Рөстәм Мөхәммәтхаҗи улы, AFI / jɑçin rœsˈtæm mœxæˌmætxæˈʑɪ uˈɫɯ /; rus: Я́хин Русте́м Мухаме́т-Хазе́евич, Iakhin Rustem Mukhamet-Khazéievitx) fou un compositor i pianista soviètic d'ètnia tàtara.

## Biografia
Va començar a estudiar música a partir dels tretze anys. Es va graduar en un període abreujat (durant tres anys i mig) a l'escola de música infantil núm. 1 de Kazan "P.I. Txaikovski" a la classe del professor A. V. Txernixev.
Per consell dels professors de l'escola, el 1937 es va traslladar a Moscou, on va estudiar a l'escola de música del Conservatori de Moscou, a la classe de piano, amb A.G. Rubbakh, però l'esclat de la guerra va interrompre els seus estudis.
A causa d'una malaltia (que el va fer passar pel quiròfan) va tornar a Kazan, on va treballar durant un temps com a pianista - acompanyant del Comitè de Ràdio Tàtar. Els primers intents d’estudi de composició es remunten a aquesta època.
El 1942 fou reclutat a les files de l'Exèrcit Roig.Durant la guerra va exercir de fuseller en una divisió d’artilleria antiaèria i, després, en el conjunt de cançons i danses del Front de Defensa Aèria de Moscou com a pianista-acompanyant (1942-1945).
El 1950 es va graduar al Conservatori de Moscou en classes de composició amb Víktor Beli, després amb Iuri Xaporin i s'especialitzà en piano amb V. M. Epstein. Després d'això, va tornar a Kazan i el 1950-1952 va ensenyar composició i música de cambra al Conservatori de Kazan.
És conegut com el primer pianista-solista tàtar que va participar activament en concerts i actuacions. Al llarg de la seva carrera va fer diverses gires, amb concerts com a compositor i pianista, interpretant les seves pròpies obres a ciutats de la Unió Soviètica. Va actuar també com a pianista, interpretant música d'altres autors. El 1968 va fer un concert a Finlàndia i, el 1977, a Iugoslàvia per al Festival Internacional de Música Contemporània.
Va participar en concerts simfònics com a solista amb els directors G. Stoliarov, V. Pavlov (Bulgària), G. Rojdéstvenski, N. Faktórovitx, F. Mansúrov, A. Frídlendler, N. Rakhlin i altres.
Les seves obres van ser interpretades per A. Ógnivtsev, A. Vedérnikov, A. Dníxev, R. Djamànova, A. Krivtxénia, Ie. Serkebàiev, G. Tuftina, N. Postavnitxeva i altres.
És autor de l'Himne Nacional de la República de Tatarstan.
Va publicar 21 col·leccions de les seves cançons i romances, música instrumental i un concert per a piano.
Membre de la Unió de Compositors de l'URSS des de 1948. Va ser elegit repetidament membre de la junta de la Unió de Compositors de la RSFSR i de la República Socialista Soviètica Autònoma del Tatarstan.
Va morir el 23 de novembre de 1993 a Kazan. Va ser enterrat al cementiri tàrtar de l'assentament novotàtar de Kazan.
Estigué casat amb Halima Zakirovna Tazetdinova (1923-2004). El matrimoni no va tenir fills.

## Composicions
- Concert per a piano i orquestra (1951)
- Cantates: "Ural" (lletra de Kadir Daian, 1949), "Idel" (lletra de Renat Kharis)

conjunts instrumentals de cambra: sonata (1948) i poema (1954) per a violí i piano, elegia per a violoncel i piano, per a violí - "Cançó sense paraules" / rus: Песня без слов, "Vella melodia" / rus: Старинный напев
- Per a veu i piano: prop de 400 cançons i romances (13 d’ells van ser guardonats amb diplomes i premis en diversos concursos).
- Per a piano: sonata, suite (4 parts) (1941-1948), "Vals impromptu", peces (més de 20).
- Arranjaments de cançons populars